# Urbank
La ville américaine d’Urbank est située dans le comté d'Otter Tail, dans l’État du Minnesota. Lors du recensement de 2010, elle comptait 54 habitants.

## Source
- (en) Cet article est partiellement ou en totalité issu de l’article de Wikipédia en anglais intitulé « Urbank, Minnesota » (voir la liste des auteurs).